# Сіра людина (фільм)
«Сі́ра люди́на» (англ. The Gray Man) — американський бойовик 2022 року від Netflix, режисерів братів Руссо з Раяном Ґослінґом і Крісом Евансом у головних ролях. 
Екранізація роману Ґріні була спочатку анонсована в 2011 році, проте проєкт так і не був реалізований. Виробництво було запущено в липні 2020 року, коли було оголошено, що режисерами стануть брати Руссо, а Ґослінґ і Еванс зніматимуть головні ролі. Знімання почали в Лос-Анджелесі в березні 2021 року, а потім завершили в Празі в липні. З бюджетом виробництва в 200 мільйонів доларів, він є одним з найдорожчих фільмів, знятих Netflix.
15 липня 2022 року «Сіра людина» відбулась прем'єра обмеженого прокату в кінотеатрах, а 22 липня відбувся цифровий випуск на Netflix. Критики дали неоднозначні відгуки: похвалили акторський склад, але критикували «штампований сценарій і карколомний темп». У фільму буде продовження, у якому Ґослінґ повторить свою роль, також заплановано спін-офф.

## Сюжет
Фільм розповідає про протистояння професійних вбивць — ексоперативника ЦРУ Кортленда Джентрі і його колишнього колеги — Ллойда Гансена.

## В ролях
- Раян Ґослінґ — Шостий / Кортленд Джентрі
- Кріс Еванс — Ллойд Гансен
- Ана де Армас — Дані Міранда
- Джессіка Генвік — Сьюзан Брюер
- Реге-Жан Пейдж — Денні Кармайкл
- Вагнер Моура — Ласло
- Біллі Боб Торнтон — сер Дональд Фіцрой
- Джулія Баттерс — Клер Фіцрой
- Дхануш[en] — Авік Сан
- Елфрі Вудард — Маргарет Кагіл
- Роберт Казінскі — Періні
- Каллан Мелвей — Четвертий
- Шей Віґем — батько Шостого

## Український дубляж
- Іван Розін — Шостий/ Кортленд Джентрі
- Роман Чорний — Ллойд Гансен
- Юрій Гребельник — Дональд Фіцрой
- Марина Локтіонова — Дані Міранда
- Юлія Бондарчук — Клер Фіцрой
- Дмитро Гаврилов — Денні Кармайкл
- Аліса Балкан — Сьюзан Брюер
- Ольга Радчук — Маргарет Кагіл
- Дмитро Завадський — Ласло
- Володимир Гурін — Аналітик
- А також: Андрій Мостренко, Дмитро Вікулов, Роман Солошенко, Ілона Бойко, Вікторія Кулініч, Дмитро Рассказов, Вікторія Бакун, В'ячеслав Дудко

Фільм дубльовано студією «Le Doyen» на замовлення компанії «Netflix» у 2022 році.
- Режисер дубляжу — Павло Скороходько
- Перекладач, спеціаліст з адаптації — Олег Колесніков
- Звукооператор — Михайло Угрин
- Менеджер проєкту — Аліна Гаєвська
- Спеціаліст зі зведення звуку — Formosa Group

## Виробництво

### Розробка
Спочатку проєкт створювався компанією New Regency, режисером повинен стати Джеймс Ґрей по сценарію Адама Козаду у січні 2011 року. Бред Пітт спочатку був обраний на головну роль, але до жовтня 2015 року він і Ґрей більше не брали участі у фільмі. Шарліз Терон розпочала переговори про те, щоб зіграти роль у жіночій версії фільму від Sony Pictures, а Ентоні та Джо Руссо напишуть сценарій.

### Кастинг
Жодних новин про проєкт не було до липня 2020 року, коли було оголошено, що брати Руссо будуть режисерами фільму за сценарієм Джо Руссо, Крістофера Маркуса та Стівена МакФілі для Netflix, з наміром створити франшизу. На головні ролі були обрані Раян Ґослінґ і Кріс Еванс. У грудні до акторського складу додалися Дануш, Ана де Армас, Джессіка Генвік, Ваґнер Моура та Джулія Баттерс. Реґе-Жан Пейдж, Біллі Боб Торнтон, Елфрі Вудард, Еме Іквуакор і Скотт Гейз приєдналися до акторського складу в березні 2021 року. У квітневій статті про фільмування в Празі до акторського складу включили Майкла Ґандольфіні.

### Фільмування
Фільмування мали розпочатися 18 січня 2021 року в Лонг-Біґ, Каліфорнія⁣, але їх перенесли на 1 березня. Пейдж завершив своєї сцени протягом першого місяця знімання. Його знімали в Європі навесні, ⁣ у таких місцях, як Прага, замку Шантії у Франції та Хорватії. Знімання в Празі відбувалося з 27 червня 2021 року. Фільмування завершилися 31 липня 2021 року.

## Маркетинг
Повноцінний трейлер був опублікований у мережі стрімінгового сервісу Netflix 24 травня 2022 року.

## Випуск
Світова прем'єра фільму відбулася 15 липня 2022 року у Лос-Анджелесі. Він був випущений в обмежений прокат у деяких країнах світу. Прем'єра на Netflix відбулася на тиждень пізніше, 22 липня.

## Сприйняття

### Глядацька авдиторія
Netflix повідомив, що протягом перших трьох днів фільм транслювався загалом 88,55 мільйонів годин, що дорівнює приблизно 43,55 мільйонам глядачів. Цей фільм став найпопулярнішим у 84 країнах.

### Оцінки критиків
На веб-сайті агрегатора рецензій Rotten Tomatoes 46% із 223 відгуків критиків є позитивними із середнім рейтингом 5,6/10. Консенсус веб-сайту говорить: «Сіра людина має зірковий контур розважального бойовика, але він наповнений теплими залишками набагато кращих фільмів». Metacritic, який використовує середньозважену оцінку, поставив фільму оцінку 49 зі 100 на основі 55 критиків, вказавши «змішані або середні відгуки».
На думку критиків, фільм насамперед має побитий і нудний сюжет, а також не користується своїм зоряним акторським складом, залишаючи їм мало простору для створення образів, що запам'ятовуються.
У Empire написали: «Фільм працює зі шпигунським жанром, не вигадуючи велосипед заново. Це динамічна та насичена розважальна поїздка з парою різких поворотів від  Ґослінґу та Евансу».
Entertainment Weekly прокоментувала: «Максималістський трилер-бойовик, майже комічно жорстокий, незмінно жвавий і часом дуже веселий».
Видання Total Film заявило: «Цей гостросюжетний шпигунський трилер включає безліч екшн-сцен — від солідних до чудових — і побитий сюжет».
У журналі The Globe and Mail написали: «Плоский і млявий екшн у цьому фільмі зводить похмуре зелене тло у фільмах кіновселеної Marvel до рівня Божевільного Макса: Дорога люті».
Веб-видання IGN поділилося: «Шпигунський трилер „Сірий чоловік“ від Джо та Ентоні Руссо, який намагається копіювати набагато якісніші бойовики, марно витрачає свій зоряний склад, даючи їм мало приводів для демонстрації акторської гри, окрім сцен із жартами. Хоча зрештою його можна дивитися, більшу частину часу фільм залишається візуально та емоційно нерівним».

## Майбутнє

### Сиквел
Після успішного дебюту фільму на Netflix було оголошено, що розробляється продовження, у якому Раян Ґослінґ знову зіграє головну роль, а брати Руссо повернуться до режисури. Вони також продюсують фільм разом з Джо Ротом, Джеффом Кіршенбаумом і Майком Ларокка, а Стівен МакФілі напише сценарій.

### Спін-офф
Спін-офф фільму, який досліджуватиме інший елемент всесвіту «Сірої людини», буде написано Полом Верніком і Реттом Різом.